# Pyrinia eubaphe
Pyrinia eubaphe là một loài bướm đêm trong họ Geometridae.